# Сёстры Служительницы Иисуса в Евхаристии

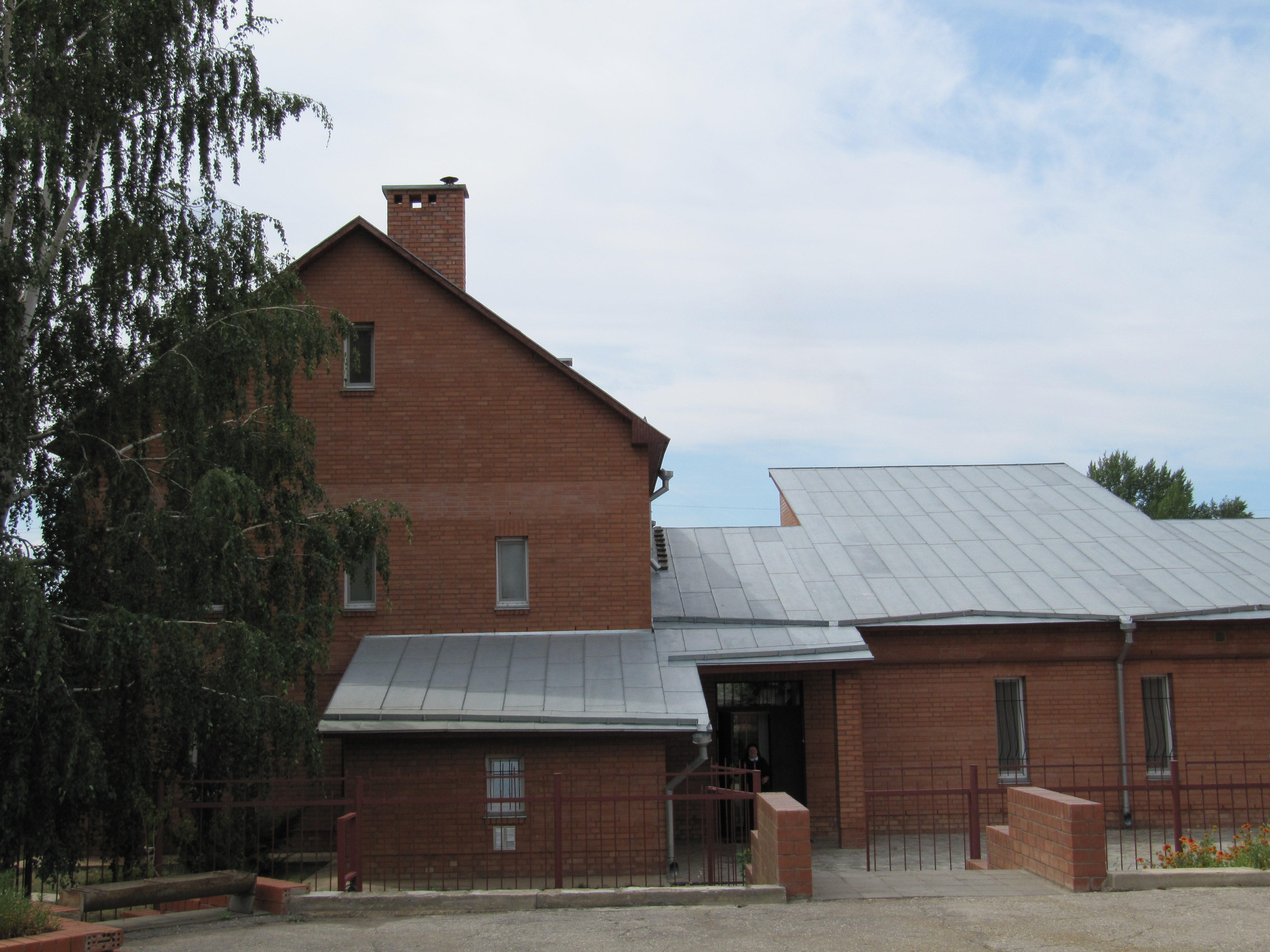
Католический монастырь конгрегации «Сёстры служительницы Иисуса в Евхаристии» в городе Маркс, Саратовская область

Сёстры служительницы Иисуса в Евхаристии (лат. Congregatio Sororum Ancillarum Iesu in Eucharistia, аббревиатура — SJE) — название женской, католической монашеской конгрегации. В просторечии, среди католических верующих в России, монахини данной конгрегации называются «сёстрами-евхаристками».

## История конгрегации
Монашеская конгрегация сестёр служительниц Иисуса в Евхаристии основана епископом Георгием Матулевичем в 1923 году как ответ на сложную религиозную и социальную ситуацию, которая сложилась в начале XX века в вильнюсской епархии. В 1923 году он послал в Рим проект создания общины сестер-монахинь, которые хорошо знают культуру и язык тех народов, среди которых они живут. По его замыслу, сёстры-евхаристки были призваны помочь священникам в их работе в приходах, должны были заниматься помощью больным и бедным. Первый дом сестёр-евхаристок был открыт в 1923 году в Друе, Белоруссия.
Вторая мировая война сильно повлияла на положение и служение конгрегации: большинство сестер были вынуждены уехать в Польшу из-за невозможности продолжения своего служения и преследований со стороны советских властей. В СССР осталась маленькая подпольная община, которая со временем, преодолевая большие трудности, связанные с преследованием католической церкви, сохранилась в Сибири и Средней Азии. Постепенно, несмотря на преследования со стороны советских властей, количество сестёр в Казахстане увеличивалось, и с 1984 года евхаристки открывают новые дома, — их число в России, на Кавказе и в Средней Азии достигает девяти.
Сёстры служительницы Иисуса в Евхаристии во время СССР вынуждены были работать на государственных предприятиях, но в то же время они нелегально посещали верующих разных возрастов, с которыми проводили катехизацию. С возрождением структур Католической церкви в России сестры вышли из подполья. Сегодня, как и раньше, они посвящают себя воспитанию молодежи и распространению католической веры.

## Деятельность (выписка из устава)
Сёстры стремятся к осуществлению своей цели: всецелого предания и посвящения себя Богу, а также прославления Его посредством свидетельства евангельского образа жизни и жертвенного служения ближним в духе спасительной жертвы Христа.
В соответствии с нуждами Церкви и под её руководством сестры видят перед собой задачи:
- учить жить по-христиански и воспитывать по принципам католической веры детей и молодежь;
- распространять дух учения Христа, особенно в наиболее запущенной среде;
- всюду способствовать развитию сакраментальной жизни, особенно Евхаристической, свидетельствуя о Христе своей жизнью.

## Современность
В 1993 году Конгрегация была поделена на делегатуры. Дома в России, Казахстане и Германии вошли в состав Делегатуры с центром в городе Маркс, Саратовская область. Сегодня сестры российско-казахстанской Делегатуры работают в 8 городах: Марксе, Саратове, Томске, Новосибирске, Краснодаре, Астане, Караганде, Оберкотцау (Германия).
В Марксе, на территории Церкви Христа Царя, молодые сестры делают свои первые шаги в монашеской жизни, проходят новоначалие и период послушничества. Здесь они приносят и обновляют монашеские обеты. Здесь же с 1995 года каждое лето проводятся духовные упражнения для девушек, которые серьёзно думают о духовном призвании.

## Источник
- Annuario Pontificio, Libreria Editrice Vaticana, Città del Vaticano 2003, стр. 1473, ISBN 978-88-209-8355-0.